# SHUFFLE! Love Rainbow
《SHUFFLE! Love Rainbow》是Navel於2011年4月28日發售的戀愛冒險類型成人遊戲，《SHUFFLE! Essence+》的Fan disc。

## 故事简介
本作分四個插曲:
【リシアンサス＆キキョウ 插曲】（（※『SHUFFLE！ Essence＋』 シア・キキョウEND後））
シア、キキョウ和稟成為戀人後，依舊沒幹過多少戀人應該干的事，這自然讓神王等得不耐煩。
於是，他慫恿著女兒們邀請稟一起去神界旅行，可問題在於，目的地的神界之海居然是神王非常喜歡的避暑勝地……

【楓 插曲】（（※『Really? Really!』 楓記憶恢復之後））
春去秋來，又是一個夏天。作為兩人以戀人身份度過的第一個夏天，溢滿溫情的同時，多少還是會想“這樣真的就可以嗎”……

【プリムラ 插曲】
在那之後，プリムラ慢慢有更多的感情表現，如今已完全成為愛粘哥哥的女孩子。為了俘獲稟的歡心，無論什麼事她都會去嘗試，今天也為此和亞沙、カレハ進行人生諮詢，只是……

【瑠璃＝マツリ 插曲】
在『SHUFFLE！ Essence＋』裡登場的男裝少女——瑠璃＝マツリ也終於正式成為稟的後宮成員之一。如果當初不是以那樣的方式相遇的話……

## 登場人物

### 主要人物
土見稟（声優：無（遊戲））
芙蓉楓的青梅竹馬。本作以及前作的男主人公，由玩家扮演。
利希安瑟絲（聲優：佐々留美子）
生日：7月30日，身高：160cm，三圍：81/58/83，暱稱希亞（シア），神族的公主。神王的獨生女。爲了能再見到稟而來到人間界，稟的結婚候選。精力充沛的而熱心，平易近人，不論跟誰都能聊得起來、製造愉快氣氛的專門家。家事全般、運動神經也不錯，但是對讀書非常不擅長（課業能力驚人的低），很認真卻很喜歡惡作劇，做事十分努力也是優點之一。然而常常對神王進行暴走椅子攻擊。 其名字的由來是植物的洋桔梗的別名。
芙蓉楓（聲優：籐野らん）
生日：11月10日，身高：162cm，三圍：83/59/84，土見稟的青梅竹馬。頭腦聰明、運動神經萬能、容姿端麗、擅長家務的完美超人。在學校極具人氣。是整個學校的偶像。年幼的時候自己的母親與稟的雙親因事故而死亡，之後就和稟生活在一起。之前曾經因為這個事故而怨恨著稟、但長大後知道事實真相後，把憎恨轉換為200%的思慕之情。一手包辦所有的家事並且為稟準備所有的餐點。但是卻因為過於重視稟，對於自己的事情反而有些少根筋（有時會黑化）。 其名字的由來正是植物木芙蓉和楓樹。
普莉姆拉（聲優：北都南）
暱稱莉姆（リム），是個神秘的女孩，神界與魔界共同開發的人工生命體。擁有全世界最強的魔力，但還不會使用魔法。她在魔界時，就認識奈莉奈，聽到リコリス對稟的描述後來到人間界尋找稟。 無口性格，對於和他人交際極端的不在行。喜歡抱着貓玩偶。沒有興趣和好惡。不過在遇到稟之後有了改變。 其名字的由來是植物櫻草屬的學名。
瑠璃＝マツリ（聲優：向井葵）
身高：169cm，三圍85/59/86，隸屬於神界親衛隊的少女。大多數情況下不會看到她的少女姿態，基本保持著男性打扮。雖然給人一種威風凜凜難以靠近的氛圍，其實她是沉穩大方、非常溫柔的人。

### 次要人物
奈莉奈（聲優：松永雪希）
生日：10月13日。身高：154cm，三圍：88/59/85，興趣是手工藝、裁縫、編織，討厭唱歌。人物設定是。
暱稱琳（リン），魔族的公主。和利希安瑟絲一樣，爲了再次見到稟而來到人間界，稟的另一個結婚候選。在魔界都是很罕見的魔力者，可使用強大的魔族法術並且有將好幾個街區夷為平地的力量。頭腦明晰，擅長學校功課，但烹飪技能只能用不堪入口來形容，而且運動能力差到不能用低下來形容，但並沒有因此討厭運動。和利希亞瑟絲正好相反。有被譽爲「天使的鐘聲」的歌喉，卻很討厭唱歌。
穩重且賢慧有禮貌。但是對於有人看不起稟或者對稟不利的時候，卻往往很衝動，會不加考慮的就使出很大威力的攻擊魔法。
其名字的由來是植物根希百合。
時雨亞沙（聲優：宝塚すみれ）
生日：10月20日，身高：163cm，三圍：87/60/85，興趣是作蛋糕，喜歡蛋糕、祭典、努力，討厭魔法。人物設定是。
楓以前烹飪社的前輩。也因此跟稟結下了緣，對稟有好感。
是個非常有活力的女孩。認真且可依賴的“大姐姐”一樣的存在，有精神且在做人處世方面很在行。很會照顧人，但是令人意外的很會撒嬌。和稟和楓在國中就認識了。烹飪社社長，擁有第一流的料理技巧。
枯葉（聲優：日向裕羅）
生日：9月1日，身高：156cm，三圍：82/56/83，興趣是料理。
PS2版昇格為可攻略的主要角色。神族少女，與亞沙非常要好，常和亞沙一起出現。和亞沙一樣同屬烹飪社。兩人分別被稱為「治癒的枯葉」和「驚愕的時雨」合稱爲「學園料理部雙壁」，並有著配得上這個稱號的廚藝。
過分妄想症患者。常常把談話中的句子妄想擴展成爲戀愛小説，然後會滿臉通紅說「嘛嘛」並會進一步妄想並更加臉紅地發出「嘛嘛嘛嘛」的聲音。“蕾”是她的妹妹。
麻弓百里香（聲優：香取那須巳）
生日：1月1日。身高:167cm，三圍：77/57/82。
她是在稟班上一個相當平胸的女孩，但她在精神上補償它。喜歡假裝成一個記者，總是在追尋“最新的獨家新聞”。她經常帶著數位相機出現，偶爾會和樹策劃些小詭計。
兩眼瞳孔顏色不同：右眼為紅色，左眼為藍色。
綠葉樹（聲優：小池竹蔵）
生日：3月14日，身高：178cm。
綠葉樹是稟最好的朋友和同學。是班中的情聖。他經常和稟提起他會“好好照顧”那些稟沒有選擇的女孩。在學校里，他與奈莉奈和楓同樣是班級中的尖子生。他稍稍嫉妒稟在于他擁有三個公主（楓是“學園公主”，希亞和琳是其他公主（希亞是神界公主，琳是魔界公主））在追逐他。
紅薔薇撫子（聲優：緒田マリ）
生日：12月14日,身高:171cm，三圍91/61/89。
稟的班主任。每次稟在課堂上神情恍惚時，經常喊他。
八重樱（聲優：安玖深音）
生日：5月9日,身高:158cm,三圍:82/53/83。
楓與稟二人共通的青梅竹馬。性格從順溫雅。對周圍的氣氛很敏感，樂意傾聽他人的煩惱，但自己的事就…膽少慌失失的女孩。現在，在理想和戀愛之間選擇了理想，與2人分別上不同的學園。
（聲優：西田こむぎ）
生日：？？？，身高：156cm　三圍：81/ 57/ 82。
來自神界的留學生，稟他們的同級生。對于神界的王女希亞心懷憧憬，為了親近她想要勸誘她進自己所屬的廣播部。

## 制作人员
- 企劃·劇本·腳本：森林彬
- 原畫：西又葵、鈴平ひろ
- 音樂：アッチョリケ
- 背景美術·CG监修：斉藤陽子
- CG: 斉藤陽子、飴、たけぽん、真希、ゆう、依織、まぐぅ
- 背景:コタロー、灯色
- 圖形系統:まぐぅ
- 程序・制作進行：Ellefin
- 開幕電影:feat.works

## 主題歌
插入曲:「Summer Again」 
作詞：西又葵，作曲：アッチョリケ，編曲：宮崎京一，歌：YURIA
片尾曲:「Primary」 
作詞：森林彬，作曲：アッチョリケ，編曲：田辺トシノ，歌：橋本みゆき

## 評價
《SHUFFLE! Love Rainbow》在日本美少女游戏与动画相关商品销售网站Getchu.com的2011年4月销量榜上排名第8，2011年上半年排名第37。

## 外部連結
- SHUFFLE! Love Rainbow官方網站 （页面存档备份，存于）（日語）